# 森永ミルクキャラメル
森永ミルクキャラメル（もりながミルクキャラメル、MORINAGA MILK CARAMEL）は、森永製菓によって製造・販売されているキャラメル菓子（ソフトキャンディ）である。
製造所は森永製菓株式会社 小山工場。

## 概説・歴史
キャラメルの販売自体は森永製菓の前身の森永西洋菓子製造所が1899年（明治32年）に創業した頃から行われてきたが、現在の商品名になったのは1913年（大正2年）からである。発売当初、高温多湿の日本の気候に合わずキャラメルが溶けてしまうという性質から、森永太一郎が改良を重ねた。1914年（大正3年）、携帯用のミルクキャラメルが発売。東京大正博覧会の会場で20粒入り小箱（10銭）が売られ、好評を博した。
初期はブリキ缶1斤に1粒5厘のばら売りで販売されていたが、容器代などに経費がかかり、高級菓子となってしまったため、その後、現在まで続く黄色い図案の紙容器となった。大正末期から昭和20年代にかけては帯封をしていたが、その後廃止された。
1914年に紙サック入りのミルクキャラメルが誕生し、1920年代になると物価の上昇に伴ってミルクキャラメルの値段が相対的に安くなったため、人々が購入するようになった。
1935年（昭和10年）から第二次世界大戦終戦までは帯に「祈武運長久」の文字が入れられていたり、またブリキ缶による慰問用のミルクキャラメルが発売されたりと、戦時色の濃いものもあった。
1953年（昭和28年）に砂糖の統制が解除されると製造を再開。この時点ですでに「昔懐かしいパッケージ」という表現がされていた。
12粒入りミルクは森永製菓の全商品中、現在も唯一昔のエンゼルマークを使用している。なお、箱入り商品は箱内部の中舟と呼ばれるキャラメルを乗せている部分の裏側に「懐かしの風景」というコーナーが印刷され、大正・昭和時代の世相や懐かしの遊びを挿絵とともに紹介していた。現在は簡単3Dアート。

## 包装図案
表側は黄色地に、帯をイメージした紐などの線画が描かれ、黒地枠にエンゼルマークと「森永」、縦書きに「ミルクキヤラメル」とあり、両サイドに「滋養豊富」「風味絶佳」の筆文字がある。裏側には「森永謹製」と記されている。また、下部分は「登録商標 第四四九二八三号」と記されている。
基本図案は原則として変更することができない。ただし、アクセントとして特別表示をつけることがある。「大粒」（149g箱・18粒入）の場合は箱左下に大粒と表示している。2009年（平成21年）秋頃より、包装上記の「森永ミルクキヤラメル」のロゴが太字で「森永キヤラメル」のロゴに変更され、更に誕生100周年を迎えた2013年夏以降の出荷分より箱12粒入（58g）包装のみ、上記の「森永キヤラメル」のロゴが「森永ミルクキヤラメル SINCE 1913」のロゴに変更された。
なお、1962年（昭和37年）から1970年代中期にかけて、アメリカ人デザイナーのウォルター・ランドーによる新図案の厚型のものが発売されたことがある。しかし、消費者が選んだのは慣れ親しんだ旧基調図案もので、その後も現在まで後述する「森永塩キャラメル」を除き、ほぼ旧基調図案で統一されている。
2014年10月1日にはグッドデザイン・ロングライフデザイン賞を受賞している。

## 森永ミルクキャラメルの日
商品名が「ミルクキヤラメル」から「ミルクキャラメル」に変更された6月10日は、キャラメルを通じ、懐かしい思い出を語り合う日として、「ミルクキャラメルの日」と制定されている。

## 種類
（2024年（令和6年）8月現在）

### 主な日本地区
- 森永ミルクキャラメル
箱12粒入58g
袋入88g[注釈 1]
袋入60g 100円ショップ限定
- 森永ミルクキャラメル大粒
袋入（チャック付）大粒16粒入132g
- 森永塩キャラメル[注釈 2]
箱12粒入72g
袋入83g[注釈 3]
- 森永抹茶キャラメル
箱12粒入58g
- 森永とろ生キャラメル
袋入60g

### 地区限定商品
東京地区
- 森永バナナキャラメル

東北地区
- 森永ずんだキャラメル
箱入30粒入り180g

宮城地区
- 森永蜜柑キャラメル

台湾地区
- 森永黒糖キャラメル（以前は日本でも発売されていた）
箱12粒入50g
袋入110g
- 森永抹茶キャラメル
袋入97g / 110g
箱12粒入58g
- 森永紫いもキャラメル ～タロ芋味～
箱12粒入50g

### 過去に発売されていたラインナップ
- 森永バターキャラメル
- 森永珈琲(コーヒー)キャラメル
箱12粒入58g
- 森永トッフィーキャラメル
- 森永フレンチキャラメル
- 森永白ごまキャラメル (台湾)
- 森永黒ごまキャラメル
箱12粒入58g
袋入110g
- 森永(和)栗キャラメル（秋季限定商品）
袋入97g
箱12粒入58g（台湾）
  - 森永モンブランキャラメル袋（期間限定商品）
袋入93g
- 森永いちごキャラメル（台湾でパッケージにはリラックマがプリントされていた）
箱12粒入58g
  - 森永れん乳いちごキャラメル（期間限定商品）
袋入97g
  - 苺のショートケーキキャラメル（期間限定商品）
袋入93g
- 森永牛乳プリンｘ森永キャラメル
  - 森永牛乳プリンのキャラメル
  - 森永珈琲牛乳プリンのキャラメル
  - 森永いちご牛乳プリンのキャラメル
- 森永生クリームキャラメル
袋入97g
- 森永ヨーグルトキャラメル[注釈 4]
箱12粒入58g
- 森永きなこキャラメル
箱12粒入58g
- 杏コラボ! 森永杏仁キャラメル（後述するミルクキャラメルのCMソングを歌う杏プロデュースによる完全限定商品[5]）
箱12粒入58g
- 森永特濃牛乳キャラメル
ハイチュウサイズ50g
- 森永プリンキャラメル（期間限定商品。パッケージにはちびまる子ちゃんがプリントされていた）
箱12粒入58g
- 森永はちみつキャラメル（期間限定商品）
箱12粒入58g
- 森永燕麦豆乳キャラメル (台湾)
袋入100g
- 森永さつまいもキャラメル（セイカ食品にも同じ名前の商品が存在する）
箱12粒入58g
箱入大粒18粒入149g
- 森永白いキャラメル ～バニラ味～
箱12粒入58g
- 森永黒いキャラメル ～ほろ苦さと深いコク～
箱12粒入58g
- 森永ダースキャラメルソート<白ミルク>と<黒ビター>
袋入79g
- 森永木いちごキャラメル
箱12粒入58g
- 森永マンゴーキャラメル（2014年6月3日発売）
箱12粒入58g
- 森永チョコレートキャラメル[注釈 5]
箱12粒入58g
箱入大粒18粒入149g
- 森永アーモンドキャラメル[注釈 6]
袋入93g
- 森永とろける塩キャラメル
紙包装12粒入55g
- はちみつレモンキャラメル
箱12粒入58g
- 森永紅茶キャラメル[注釈 7]
袋入110g
- 森永ミルクココアキャラメル
箱12粒入72g
袋入97g
- 森永ダース<ミルク(チョコレート)>キャラメル
箱12粒入72g
- 森永甘酒キャラメル
袋入79g
- 森永冷やし甘酒キャラメル
袋入79g
- 森永プレミアムミルクキャラメル（2014年6月3日発売、コンビニ、および駅売店専売商品）
箱12粒入58g
- 森永和栗キャラメル
箱12粒入58g
- 森永ミルクキャラメル ナッツ&フルーツ
箱12粒入58g
- 森永メロンキャラメル
箱12粒入58g
- 森永ゴールドクラス 具をあじわうキャラメル（首都圏、および東海、近畿地区限定）
箱10粒入57g
- 森永抹茶キャラメル（以前は箱12粒入りも発売されていた）
袋入97g / 110g
- 森永南高梅キャラメル
箱12粒入58g
- 森永パイナップルキャラメル[6][7]
箱12粒入58g
- 森永あずきキャラメル
箱12粒入58g
- 森永キャラメルMINI〈ミニ〉（ミルク・チョコレート・ストロベリー・メロン）
箱36g
- 森永あまおう苺キャラメル（1期）
箱12粒入58g
- 森永あまおう苺キャラメル（2期）
袋入79g
- 森永あまおう苺キャラメル（3期）
箱12粒入58g
- 森永あまおう苺キャラメル（4期）
箱12粒入58g
- 森永あまおう苺キャラメル（5期）
箱12粒入58g
- 森永ヨーグルトキャラメル
箱12粒入58g
- 森永塩キャラメル 大粒（沖縄および日本全国の空港売店限定商品）
箱入大粒14粒入140g
- 森永ミルクキャラメルピスタチオ味
袋入74g
- 森永ミルクキャラメル大箱
箱入大粒18粒入149g
- 森永ミルクキャラメル缶
缶入70g
- 森永あずきキャラメル大箱
箱入大粒18粒入149g
- 森永あずきキャラメル大粒
袋入（チャック付）大粒16粒入132g
- 森永珈琲キャラメル【コメダ珈琲】
袋入69g

ほか

### 派生、および関連商品
- 森永ハイソフト - 1969年（昭和44年）より販売開始。オリジナルの森永ミルクキャラメルよりも風味がやや濃厚なのが特徴。2024年現在のラインアップは発売当初からの箱12粒入（72g）のみ。1990年代末から2000年代初頭にかけて一時的であるが袋入りタイプ（97g）も販売された事がある。
- 昔の森永ミルクキャラメル - 大正時代の風味を再現した復刻版ミルクキャラメルとして1979年（昭和54年）より一時期販売。なお帯封は、初期の復刻版では紙で、のちにビニールに印刷されていた。2008年（平成20年）、「復刻版森永ミルクキャラメル」として袋入97gで再発売された。
- 森永ファッジ（fudge） 美結晶キャラメル - 2013年6月より販売開始。口の中で溶けるような食感が特徴的な英国発祥のキャラメル風砂糖菓子。森永ミルクキャラメル発売100周年記念の一環として開発された。当初はコンビニ、および駅売店専売商品として販売されていたが2013年11月以降よりスーパーなどの小売店でも販売されるようになったが販売不振のため2015年12月を以って販売終了となった。
- 森永ジャック（Jack） - 2014年5月よりコンビニ、および駅売店専売商品として販売開始。大粒のアーモンドが丸ごと入ったミルクキャラメル風味のクランチキャンディ。アップルシナモンとソルティ（塩）キャラメルの2種類のフレーバーが存在する。
- 森永の煎餅 キャラメル味 - 2014年6月よりコンビニ、および駅売店専売商品として販売開始。国産米を100％使用した塩せんべいの中に森永が独自開発したキャラメルクリームが入った和風スナック菓子。
- 森永ミルクキャラメルinボトル
- 森永ミルクキャラメルプレミアム
- 森永ミルクキャラメルプリン（森永乳業と共同開発（発売は乳業）、セブン・イレブンなどで販売。1999年）
- 森永ミルクキャラメルポップコーン
- 森永ミルクキャラメルモナカ
- 森永ミルクキャラメルチョコレート
- 森永ミルクキャラメルクッキー
- 森永ミルクキャラメルケーキ
- 森永ミルクキャラメルチョコバー
- 森永ミルクキャラメルショコラ
- 森永ミルクキャラメルプチトルテ
- 森永ミルクキャラメルビスケット、友友球（台湾）
- 森永ミルクキャラメルｘ森永ドロップ（台湾）
- 森永ミルクキャラメルｘ森永チョコフレーク
- 森永ミルクキャラメルポテトチップス（山芳製菓と共同開発、コンビニ限定商品）
- オリオン森永ミルクキャラメル - 韓国の東洋製菓（現：株式会社オリオン）が森永と技術提携して製造。パッケージは森永のものに準じ、「森永」の文字やエンゼルマークがそのまま使用されていた。

ほか

### コラボレーション商品

#### 食品
- 森永ミルクキャラメルホットケーキ（サークルKサンクスとのコラボレーション商品）
- Pasco森永ミルクキャラメルコッペパン（敷島製パンより発売。2008年）
- Pasco森永ミルクキャラメルケーキ（敷島製パンより発売。2008年）
- Pasco森永ミルクキャラメル蒸しケーキ（敷島製パンより発売。2008年）
- 復刻堂森永ミルクキャラメルミルクセーキ（ダイドードリンコとのコラボレーション商品。2009年）
- 森永 ピノ ミルクキャラメル味（発売100周年を記念したコラボレーション商品。2013年6月）
- マックフルーリー 森永ミルクキャラメル（マクドナルド。2016年、2017年）[8][9][10]
- 東京百年物語 〜焼きキャラメル〜（シーキューブ、2017年6月7日発売）[11]
- ファミリーマートスフレプリン（2022年8月）[12]

ほか

#### その他
- 森永ミルクキャラメル線香（カメヤマとのコラボレーション商品。キャラメルの香りがするヒーリング向け線香）
- サンライク　森永ミルクキャラメル　タオル（サンライクとのコラボレーション商品。パッケージの絵柄のタオル）
- お菓子なパズル 森永ミルクキャラメル（ハナヤマとのコラボレーション商品。パッケージの絵柄のパズル）

ほか

## 広告宣伝活動

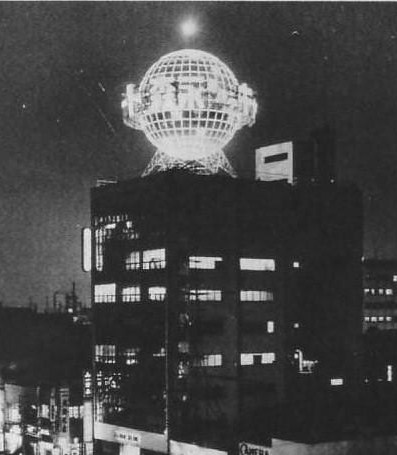
高度経済成長期に東京・銀座に広告塔として存在したネオン地球儀（1953年頃）。

発売当初から、新聞、雑誌、街頭ポスターなどの広告などを展開してきたほか、昭和中期まで、大規模な宣伝活動も展開された。以下はその代表的なもの。
- 森永号 - 1931年（昭和6年）6月から4か月間、日本電報通信社（現在の電通）から借りた複葉機を使い、日本全国を飛び回ったキャンペーン。キャラメル30銭分につき1個の複葉機の模型がプレゼントされ、模型はキャンペーン期間中に300万個プレゼントされたという。
- 地球儀ネオン - 1953年（昭和28年）から1983年（昭和58年）まで、東京都中央区銀座にあった。また、名古屋市中村区名駅の大名古屋ビルヂングの屋上にも森永のネオン地球儀が設置されていた（後にコカ・コーラに広告主が変更されるが、現在は撤去）。
- 後楽園球場のフェンス広告

など。

### テレビCM
- 森永最初のテレビCMは、日本初の民間放送テレビ局・日本テレビが開局（1953年8月28日）した日に放送された。三木鶏郎作詞・作曲、中村メイコ・灰田勝彦・古賀さと子・宮城まり子・三木鶏郎の歌によるCMソング「やっぱり森永ネ」は、日本におけるテレビCMソング第一号となった[13]（アニメーションのキャラクターデザインは西川辰美）。
- 2008年（平成20年）より「キャラメル・ウォーキング」キャンペーンの一環として放送されたテレビCMでは、ラクダの「キャメル君」がウォーキングをしつつ森永ミルクキャラメルを補給するものとなっている。CMは福岡市の大濠公園にて撮影された。当初は福岡県・佐賀県地区限定で放送されていたが、後に九州全域で放送されるようになり、2009年（平成21年）5月から全国で放送された（6月10日「ミルクキャラメルの日」にちなむ）。
- 2010年（平成22年）10月より「パクッ!と、HAPPY!」キャンペーンの一環として放送されたテレビCMでは、CMソングとしてファッションモデルで女優の杏の『どんなときも。』（槇原敬之のカヴァー曲）が起用され、2011年10月以降からは槇原による同曲のセルフカバー版の『どんなときも。～キャラメルver.～』がそれぞれ起用された。
- 2013年（平成25年）6月より「森永ミルクキャラメル発売100周年記念」キャンペーンの一環として放送されたテレビCMには上戸彩が出演した。なお、上戸は、先述の森永ミルクキャラメルの派生商品である森永ファッジのCMにも同時出演した。

### ラジオCM
- 1951年（昭和26年）9月1日、日本初の民間放送ラジオ局として中部日本放送（現・CBCラジオ）と新日本放送（現・毎日放送）が開局。同時に放送開始された森永一社提供番組『森永エンゼルタイム〜パンダ島の大冒険〜』が放送開始。これに合わせて森永CMソング『エンゼルはいつでも』（作詞：サトウハチロー、作曲：芥川也寸志）が製作された。
- また、2009年（平成21年）の「キャラメル・ウォーキング」キャンペーンでは、MBSラジオ限定で近藤光史出演のラジオCMも放送された。

### コラボレーション
- 『名探偵コナン』 - 2017年（平成29年）の「ミルクキャラメルの日」記念企画として、同年5月末より期間限定で「森永キャラメル×名探偵コナン 謎解きチャレンジ!キャラメルにかくされた6つの謎」と題し、同作品とコラボレーションしたスペシャルパッケージ（期間限定商品の「森永パイナップルキャラメル」を含む）を発売[6]、キャラメルの箱内に謎解きクイズが掲載された（全6問）。また特設サイトも公開され、Web限定ムービーを見ることもできた（現在は終了）。

## キャンペーン
- 森永キャラメル藝術（昭和初期）
- エンゼルは男の子?女の子?（1957年）- クイズ実施当時、約438万通もの応募で世界記録を樹立した。
- パンダのレコードプレゼント（1973年）
- リトルレンジャー（1975年）
- キャラメル・ウォーキング（2008年 - 2010年）
- パクッ!と、HAPPY!（2010年 - 2013年）
- いいよね、キャラメル。～森永ミルクキャラメル100周年～（2013年）

など

## その他

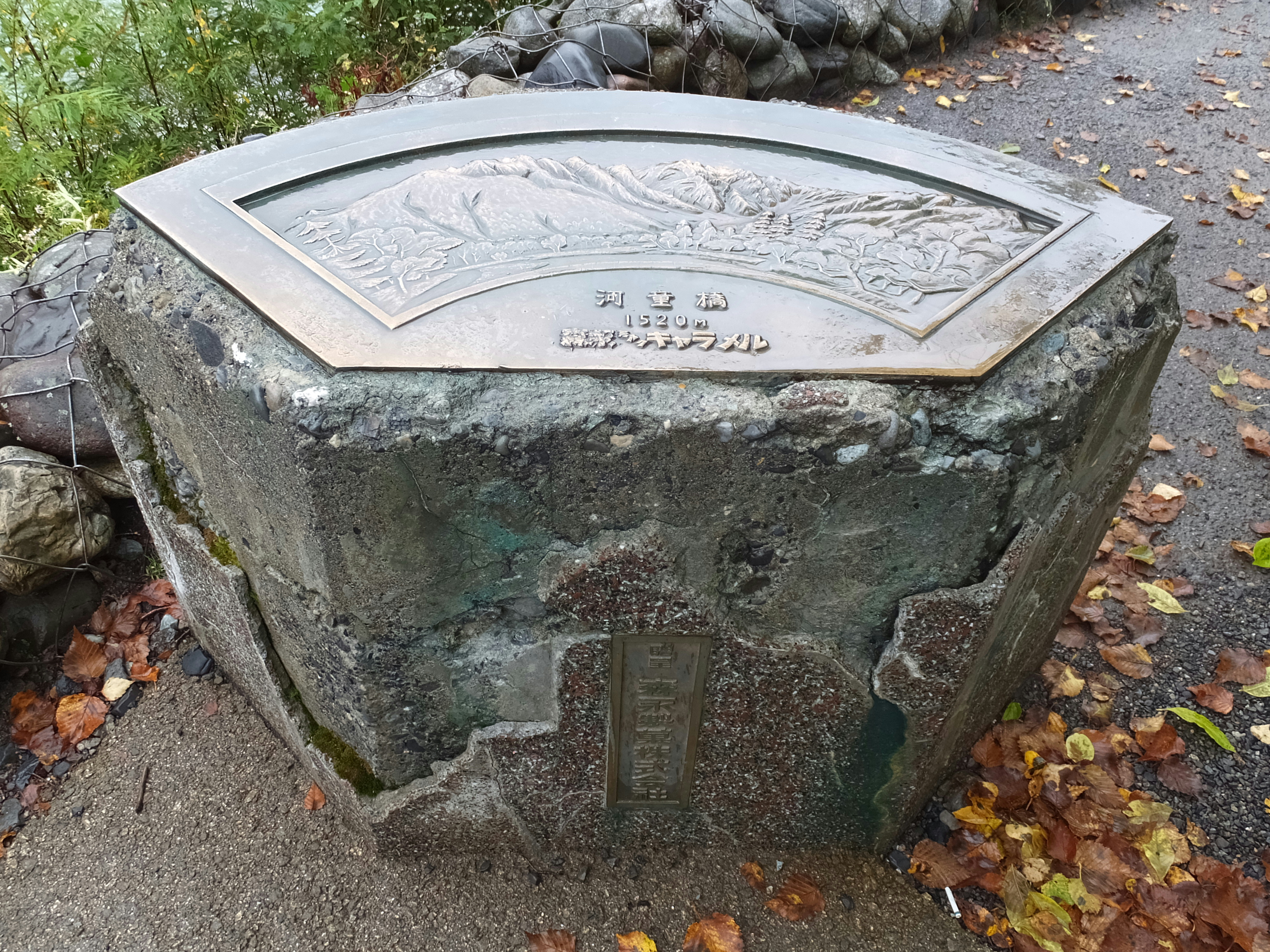
上高地・河童橋の横にある森永製菓が贈呈した記念碑

- 新潟県上越市立高田図書館内にある「小川未明文学館」の館内展示スペース「童話体験の広場」にて、「からくり飴チョコ箱」と題した森永ミルクキャラメルの巨大オブジェが展示されている。
- 長野県松本市にある上高地・河童橋の横に森永製菓が贈呈した記念碑が設置されている。
- 和歌山県西牟婁郡白浜町にある南方熊楠記念館の展示スペースにて森永ミルクキャラメルの化粧箱が展示されている。